# Diecezja Venice
Diecezja Venice (łac. Dioecesis Venetiae in Florida, ang. Diocese of Venice) jest diecezją Kościoła rzymskokatolickiego w metropolii Miami w Stanach Zjednoczonych. Swym zasięgiem obejmuje południowo-zachodnią część stanu Floryda. 

## Historia
Diecezja została kanonicznie erygowana 16 czerwca 1984 roku przez papieża Jana Pawła II. Wyodrębniono ją z archidiecezji Miami i diecezji Orlando i Saint Petersburg. Pierwszym ordynariuszem został dotychczasowy biskup pomocniczy Miami John Nevins (ur. 1932).

## Ordynariusze
- John Nevins (1984–2007)
- Frank Dewane (od 2007)